# Малый Хинган
Ма́лый Хинга́н (Ильхури́-Али́нь) — горный хребет на Дальнем Востоке, на территории китайской провинции Хэйлунцзян (бо́льшая часть) и Еврейской автономной и Амурской областях России.

## География
Китайская часть хребта отделяет долину Амура (текущего в этом районе на юго-восток) от долины реки Нэньцзян (Нонни), текущей на юг. Российская (северо-восточная) оконечность Малого Хингана отделена от основной китайской части сквозным ущельем реки Амур (расположенным на границе Амурской области и Еврейской АО с Китаем)).
Длина Малого Хингана — около 500 км, максимальная высота — 1150 м (гора Дуймяньшань, Китай). Горы сложены гнейсами, гранитами, кристаллическими сланцами, базальтами. Характеризуются плоскими вершинами, пологими склонами и каменными россыпями.
У западных подножий Малого Хингана расположена вулканическая группа Удаляньчи (Китай). В западной части Еврейской АО Малый Хинган горными перемычками соединяется с идущими параллельно ему, но уступающими по площади Сутарским и Помпеевским хребтами.
На юге горы покрыты широколиственными лесами, в северной части — елово-берёзовыми лесами и лиственничной тайгой.
Из природоохранных объектов в пределах Малого Хингана расположены Хинганский заповедник (Россия) и резерват Фэнлинь (Китай).
Через отроги Малого Хингана в начале XX века была проложена Амурская железная дорога (конечный участок Транссибирской магистрали), построены семь Хинганских тоннелей, которые сегодня эксплуатируются Дальневосточной железной дорогой.

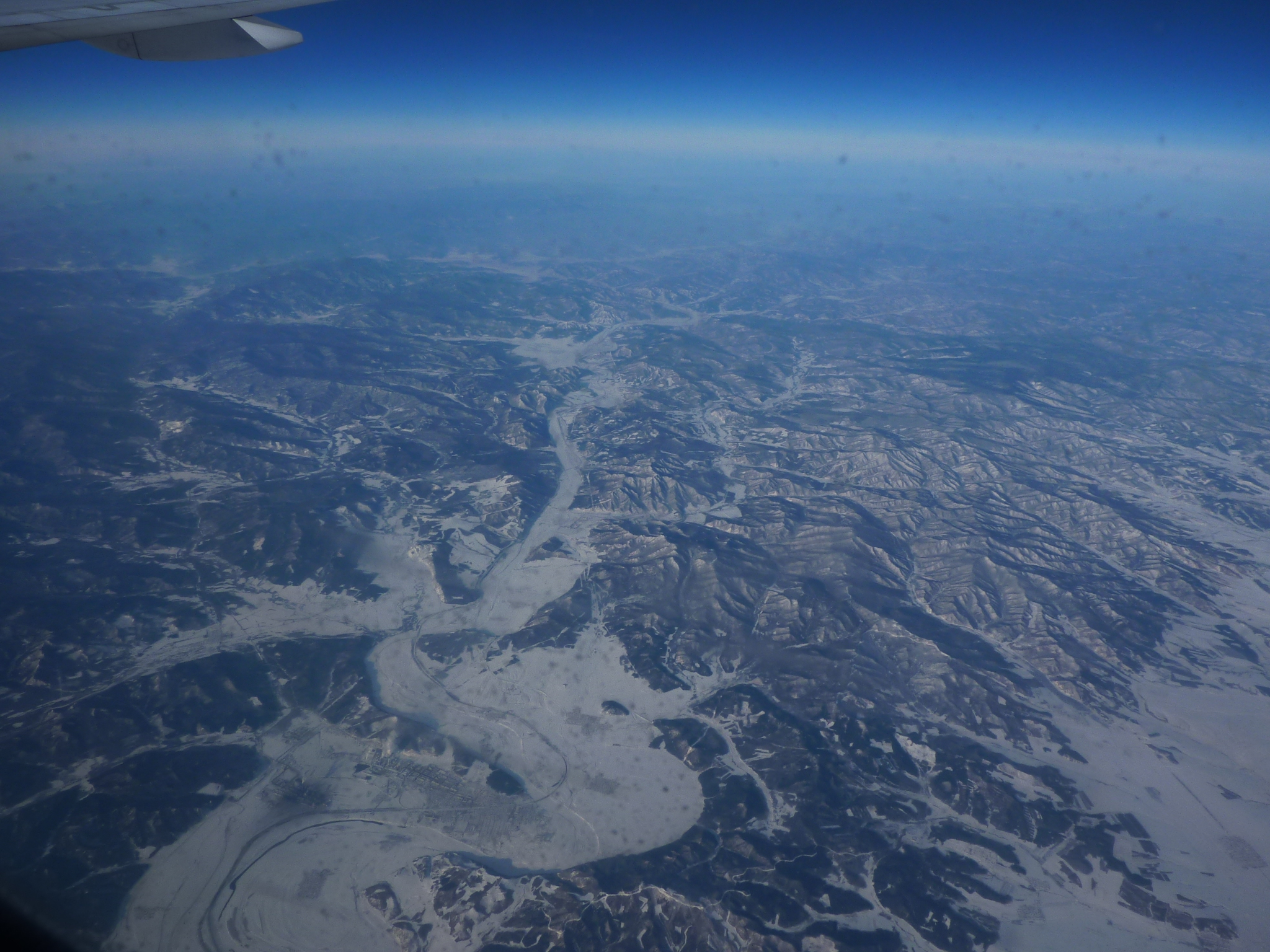
Долина реки Танван (правый приток Сунгари) и следующая ей железная дорога Цзямусы-Наньча пересекают горы Цинхэйшань (青黑山), юго-восточное «отделение» Малого Хингана. (Район Наньча префектуры Ичунь)